# Suphisellus puncticollis
Suphisellus puncticollis là một loài bọ cánh cứng trong họ Noteridae. Loài này được Crotch miêu tả khoa học đầu tiên năm 1873.